# Naundörfchen (Leipzig)

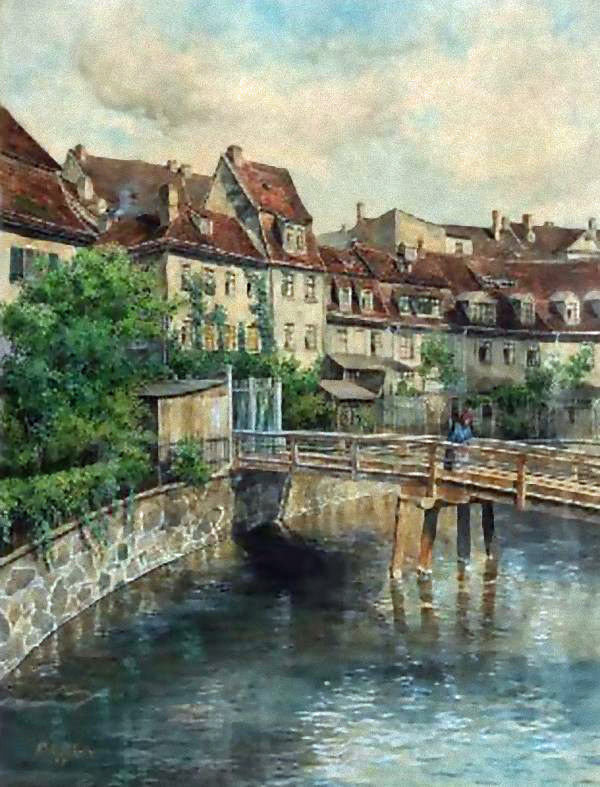
Das Naundörfchen mit dem Hahnreysteg über den Pleißemühlgraben (Aquarell 1886)

Das Naundörfchen war eine Siedlung westlich des alten Stadtkerns von Leipzig und bezeichnet heute eine dort verlaufende Anliegerstraße in der Inneren Westvorstadt.

## Geschichte
Um 1100 siedelten sich deutsche Zuwanderer nahe der späteren Stadt Leipzig an. Das Siedlungsgebiet lag etwa in dem durch den Pleißemühlgraben und den Elstermühlgraben gebildeten Winkel westlich der Stadt. Es schloss sich südlich an die Siedlung an, die um die von irischen Mönchen an der Via Regia (im Verlauf des jetzigen Ranstädter Steinwegs) errichtete Jacobskirche entstanden war (Jacobs-Parochie), und war von ihr durch das sogenannte Gräbchen getrennt sowie im Süden durch den Diebesgraben begrenzt.
Die Siedlung wurde erstmals 1285 als Nuendorf im Zusammenhang mit dem Übergang der Grundrechte an das Klarissenkloster Seußlitz bei Meißen erwähnt. 1503 kam das Naundörfchen an die Stadt Leipzig. Im 16. Jahrhundert war das Naundörfchen vorwiegend von Fischern bewohnt, und von den über 20 Gärten, die Bürger Leipzigs vor den Toren der Stadt hatten, lagen fünf im Naundörfchen. Der wegen der späteren Überbauung zuletzt aufgegebene war Gerhards Garten.
Die der Stadt vorgelagerten und nicht in die Stadtbefestigung einbezogenen Siedlungen waren bei kriegerischen Auseinandersetzungen besonders gefährdet. Das traf für das Naundörfchen sowohl im Schmalkaldischen als auch im Dreißigjährigen Krieg zu. In letzterem wurde es nahezu dem Erdboden gleichgemacht. Es wurde danach relativ schnell wieder aufgebaut, aber wegen der Gewässersituation war hier eine Erweiterung des Straßensystems wie in anderen Vorstädten kaum möglich. Das Naundörfchen blieb eine beidseitig bebaute abgewinkelt verlaufende Gasse, die nur eine Zufahrt vom Ranstädter Steinweg aus hatte. Am südöstlichen Ende führte lediglich ein Holzsteg, der Hahnreysteg, über den Pleißemühlgraben. 
1910 wurde dieser Steg abgebrochen und durch eine mehr als doppelt so breite Brücke ersetzt. Dennoch blieb das Naundörfchen von der Entwicklung mehr oder weniger abgekoppelt. Das vor allem von Handwerkern und Kleingewerbetreibenden bewohnte Areal galt wegen seiner relativ alten und verwinkelten Bebauung bis weit ins 20. Jahrhundert als ein Stück „Restromantik“ des alten Leipzig.
1936 wurde erwogen, einen Teil des Naundörfchens abzureißen, um für die 1880/81 am Fleischerplatz errichtete Hauptfeuerwache ein Exerziergelände zu schaffen. Dieser Plan kam nicht zur Ausführung. Durch den Bombenangriff vom 4. Dezember 1943 wurde das Naundörfchen fast vollständig zerstört. Erhalten sind das Gebäude eines ehemaligen städtischen Elektrizitätswerkes von 1907 und die zugehörige Schaltwarte von 1927.
Nach der Beseitigung des Trümmerfeldes wurde im nördlichen Teil des ehemaligen Naundörfchens an der Südseite der damaligen Straße der III. Weltfestspiele (heute Ranstädter Steinweg) 1951/52 das erste Großprojekt des Leipziger Wohnungsbaus nach dem Zweiten Weltkrieg errichtet, fünfgeschossige Wohnhäuser in Ziegelbauweise mit 238 Wohnungen und 17 Läden. Über den 1953 verrohrten Pleißemühlgraben dehnte nun auch die Feuerwehr ihr Betriebsgelände auf das Gebiet aus. Im freien Teil entstanden Grünanlagen und Parkplätze.
Eine Straße zwischen Dittrichring und Ranstädter Steinweg parallel zu Lessing- und Thomasiusstraße – wenn auch nicht genau dem alten Verlauf folgend – trägt bis heute den Namen Naundörfchen. Bei der Öffnung des Elstermühlgrabens (nunmehr südlich des Ranstädter Steinwegs) erhielt der Zugang zum Bereich des Naundörfchen eine Brücke, so dass nunmehr der Name des Naundörfchens im Stadtbild wieder repräsentativer vertreten ist. Diese Brücke erhielt 2005 den Namen Carusbrücke nach dem Arzt und Universalgelehrten Carl Gustav Carus, der 1789 im ehemaligen Haus „Zum Blauen Lamm“ (Ranstädter Steinweg 14, ehemals Ecke Naundörfchen) als Sohn eines Färbermeisters geboren wurde.

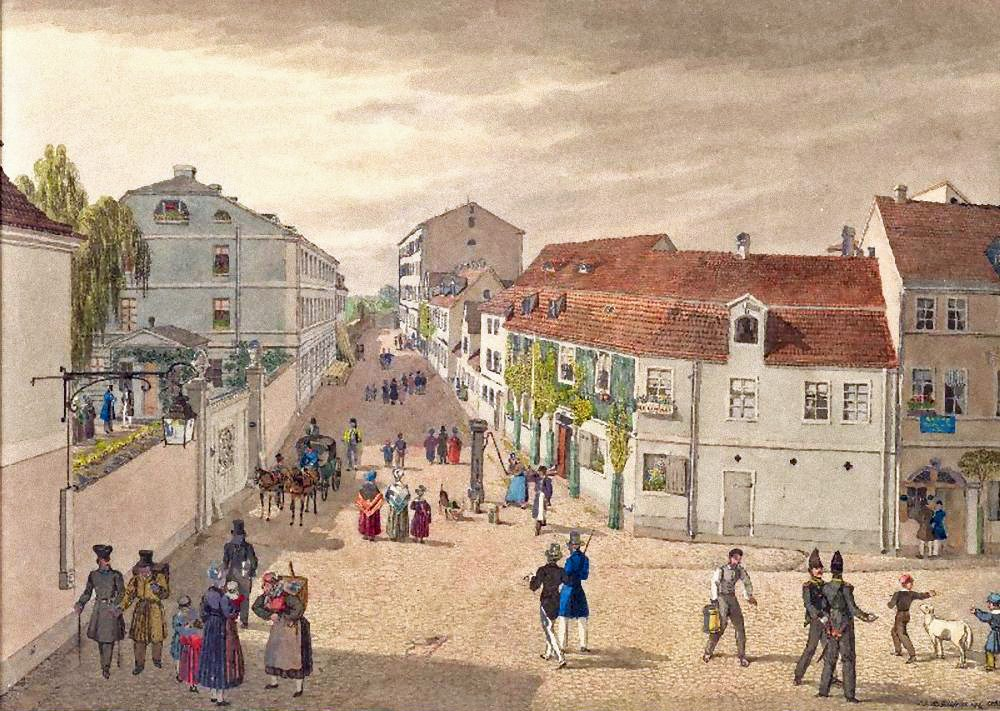
Das Naundörfchen um 1840
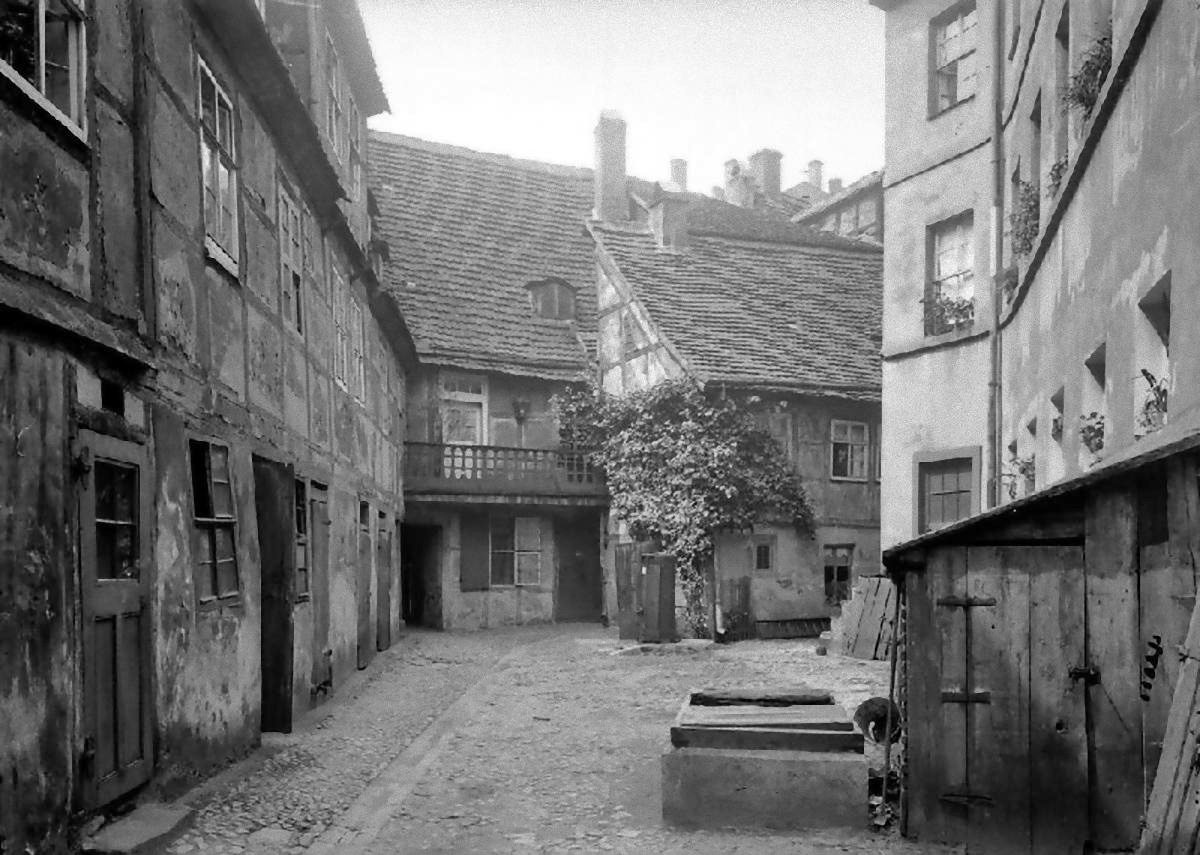
Ein Hof im Naundörfchen um 1890
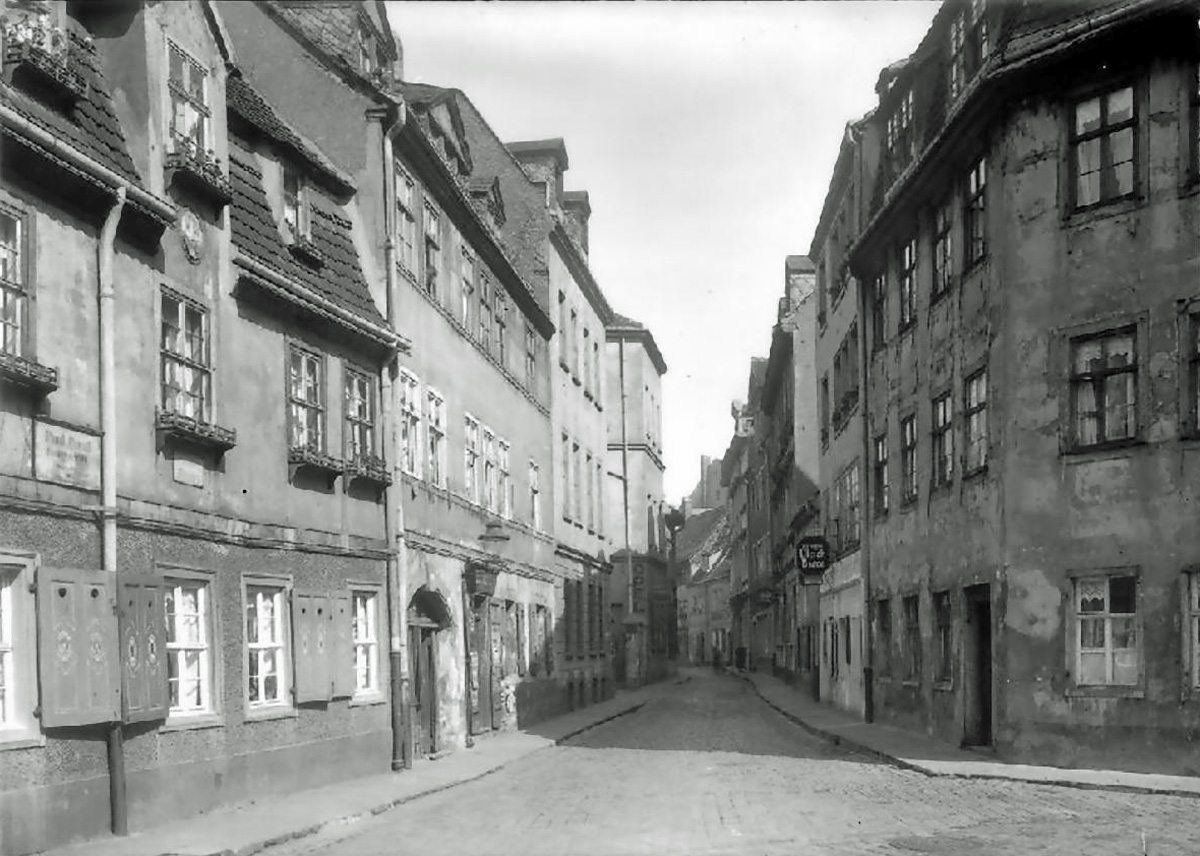
Im Naundörfchen um 1900
Die Hauptfeuerwache vor dem Naundörfchen
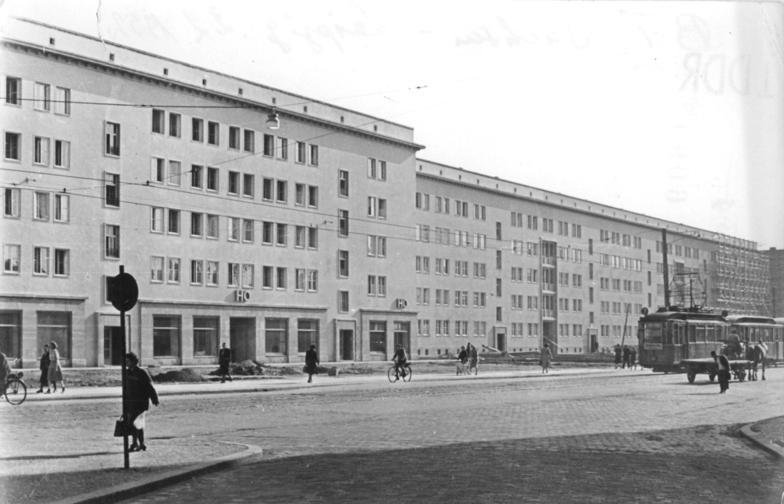
Neue Wohnbauten in der Straße der III. Weltfestspiele (1952)
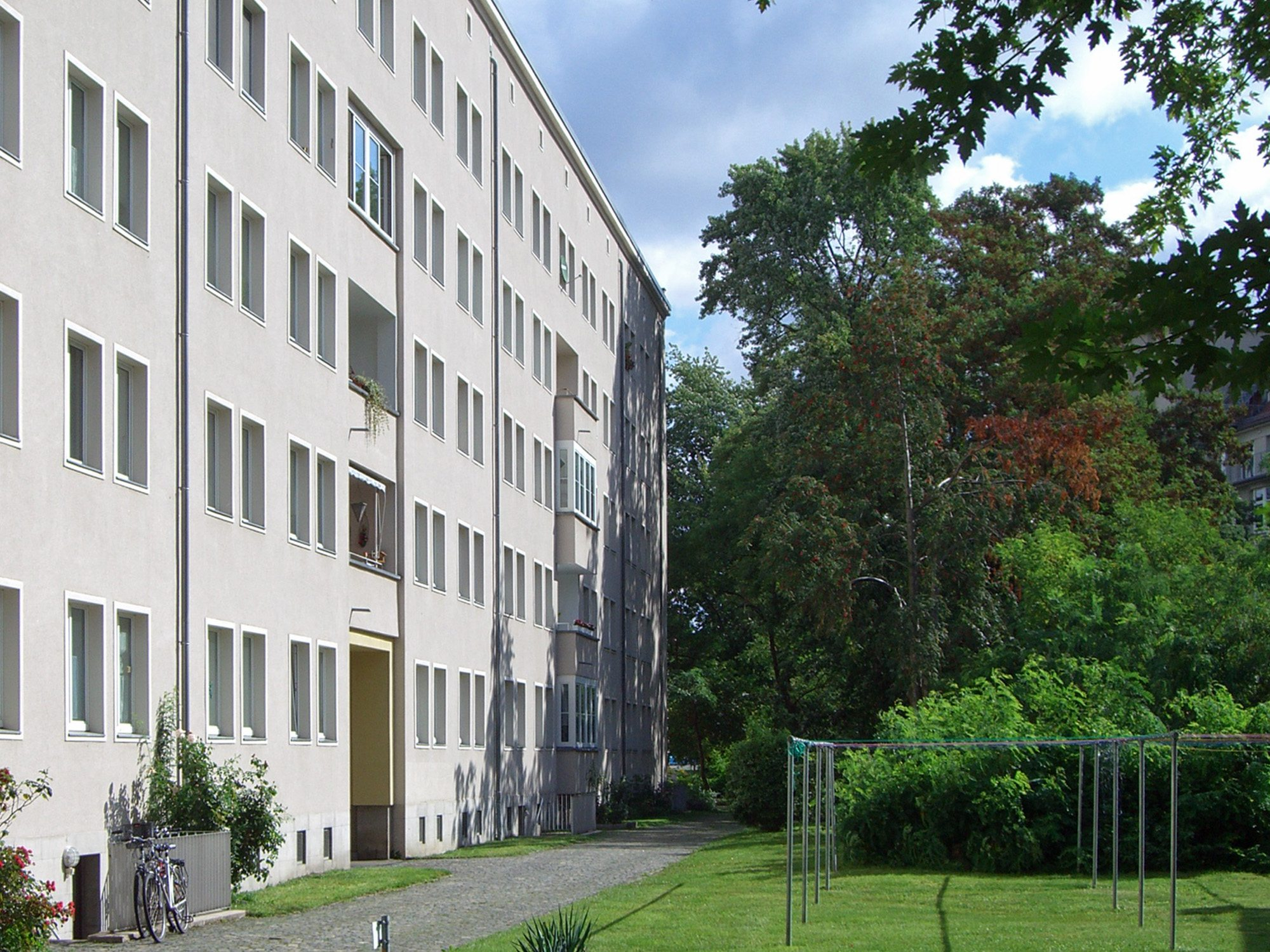
Bebauung des Ranstädter Steinwegs auf dem Gebiet des Naundörfchens (2011)